# Callancyla tucumana
Callancyla tucumana är en skalbaggsart som beskrevs av Viana 1971. Callancyla tucumana ingår i släktet Callancyla och familjen långhorningar. Inga underarter finns listade.